# Krims astrofysiska observatorium
Krims astrofysiska observatorium är ett observatorium på Krim i Ukraina som mellan 1966 och 2007 upptäckte 1 286 småplaneter.